# Port morski Wolin
Port morski Wolin – port morski położony na wschodnim brzegu wyspy Wolin, nad cieśniną Dziwną.
W porcie Wolin dokonywane były przeładunki głównie zboża oraz okresowo elementów budowlanych i innych. Dla przeładunków zboża najkorzystniejszy jest istniejący elewator z nabrzeżem (obecnie wyłączone z eksploatacji). Dla nabrzeża Przeładunkowego Południowego – problem stanowi brak poprawnego rozwiązania komunikacyjnego.
Port znajduje się nad morskimi wodami wewnętrznymi. 
Granice portu zostały ustalone w 2021 roku. Port morski został formalnie ustanowiony w 1963 roku.

## Połączenia

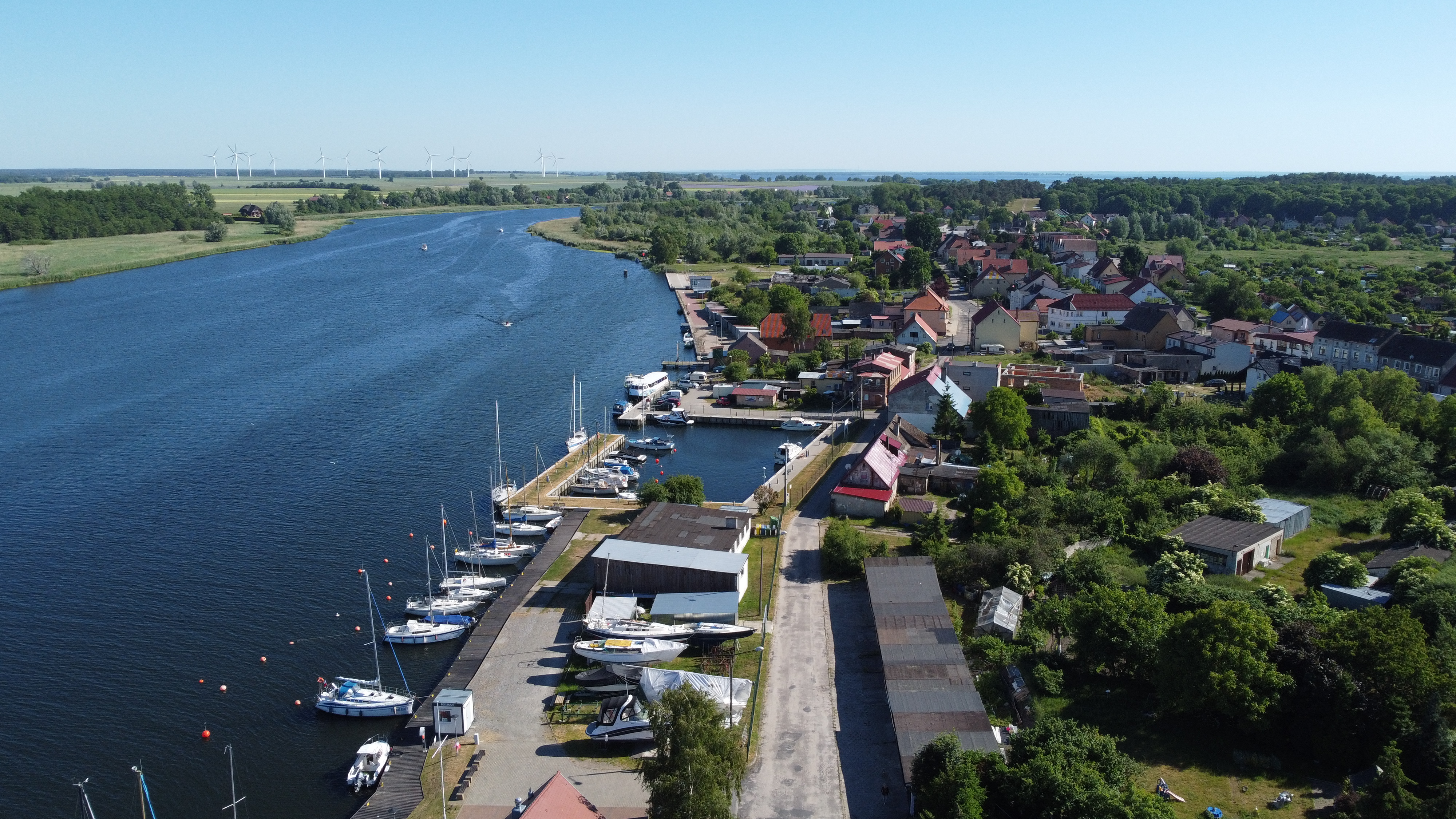
Port jachtowy w południowej części portu

Cieśniną Dziwną przechodzi morski tor wodny łączący Zalew Kamieński z Zalewem Szczecińskim. Natomiast przez Zalew Szczeciński przechodzi morski tor wodny łączący Szczecin ze Świnoujściem. Morski port rybacki w Wolinie ma stosunkowo dobre warunki naturalne i techniczne, aby stać się ośrodkiem żeglarstwa zalewowo-morskiego o zasięgu regionalnym i ponadregionalnym.
Port ma powiązania:
- dla jachtów żeglujących na morskich wodach wewnętrznych – Zalew Kamieński, Zatoka Cicha, środkowy i południowy odcinek cieśniny Dziwny, małe porty usytuowane nad brzegami Wielkiego i Małego Zalewu (Kleines Haff), cieśniny Świny oraz cieśniny Piany,
- dla jachtów uprawiających żeglugę morską i oceaniczną – Morze Bałtyckie, Morze Północne i dalsze akweny,
- dla żeglugi pasażerskiej – morskie wody wewnętrzne i śródlądowe Dolnej Odry oraz wody przybrzeżne Morza Bałtyckiego.

## Infrastruktura
| Nazwa nabrzeża           | Długość [m] | Głębokość [m] |
| ------------------------ | ----------- | ------------- |
| Przy elewatorze zbożowym | 80          | brak danych   |
| Postojowe przy moście    | 55,4        | 0,8 – 3,3     |
| Północno-Zachodnie       | 203,9       | 2,5 – 3,5     |
| Postojowe Rybackie       | 168         | 0,4 – 2,1     |
| Przeładunkowe            | 67          | 2,0 – 2,1     |

Miejsca postoju w porcie są przydzielone następująco: przy nabrzeżu Północno-Zachodnim stoją barki, jednostki pasażerskie i jachty; przy nabrzeżu Postojowym Rybackim – łodzie rybackie, a przy nabrzeżu Przeładunkowym stoją doraźnie jednostki towarowe (barki).
Port w Wolinie wymaga modernizacji i rozbudowy jako tzw. mały port do obsługi: żeglugi towarowej, pasażerskiej, jachtowej i rybołówstwa. Z uwagi na obecny stan techniczny wymaga polepszenia parametrów technicznych torów podejściowych (prace pogłębiarskie, modernizacja oznakowania nawigacyjnego w celu zapewnienia bezpieczeństwa ruchu statków zwłaszcza w porze nocnej).

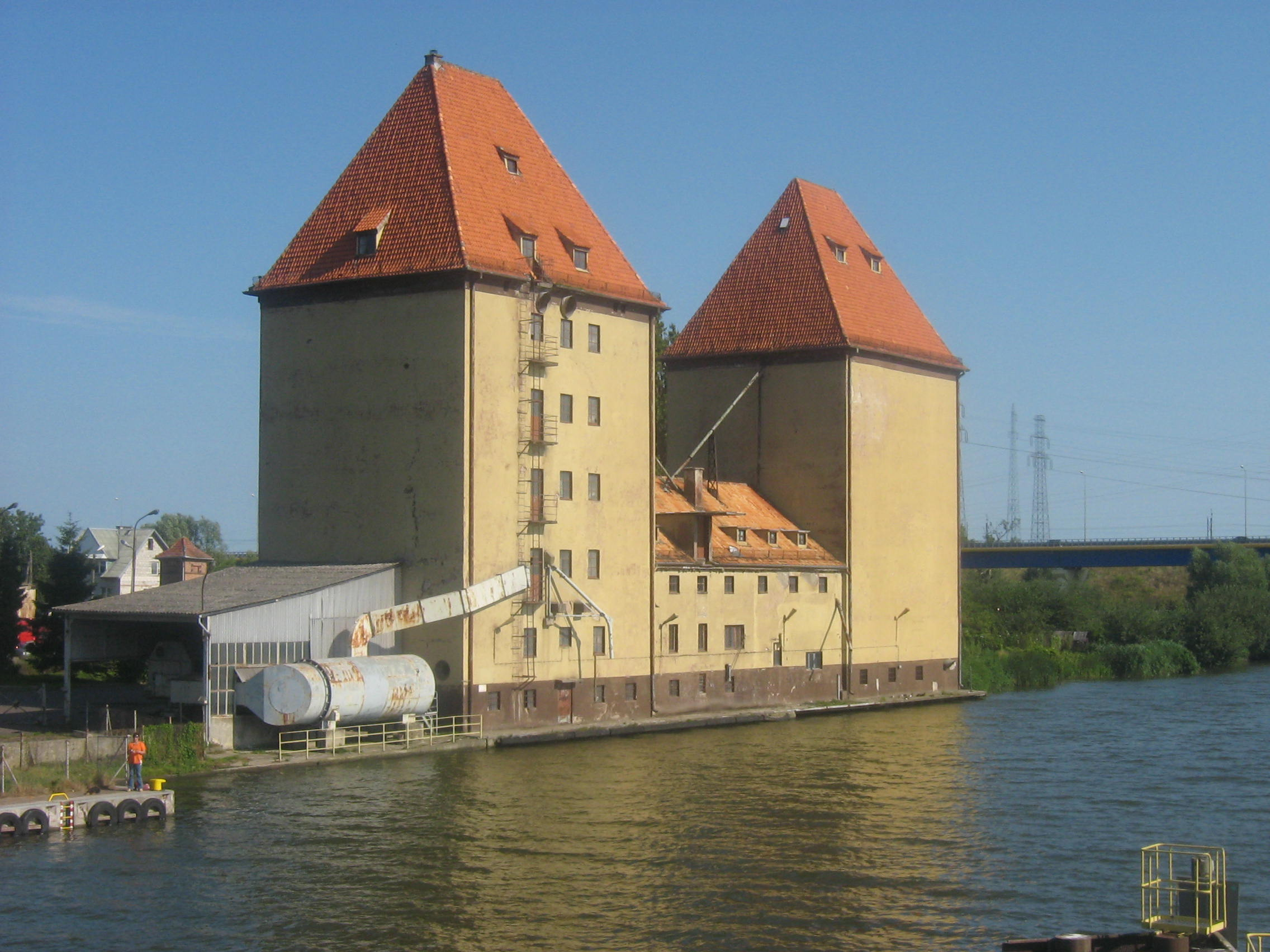
Elewator w porcie

## Warunki nawigacyjne

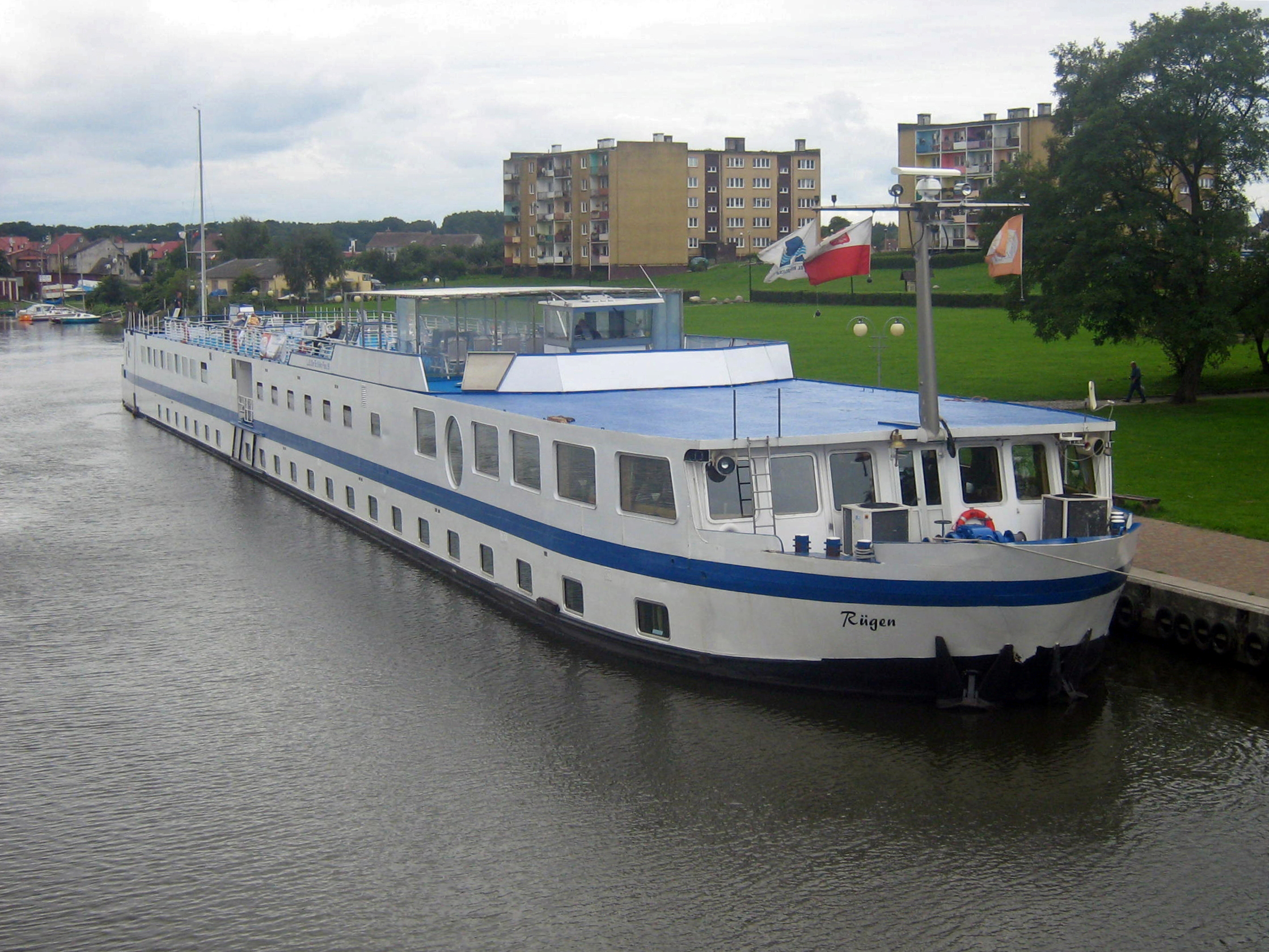
Statek cumujący w porcie

Do portu w Wolinie prowadzą dwa tory podejściowe: północny i południowy. Północny tor podejściowy od strony Dziwnowa i Kamienia Pomorskiego ma następujące wymiary: szerokość w dnie – 50 m, głębokość – 2,0 m. Południowy tor podejściowy prowadzący z Zalewu Szczecińskiego, od pławy północnego wschodu, do północnego mostu drogowego w Wolinie ma głębokość 2,5 m, szerokość w dnie – 50 m. W rejonie portu rybackiego w Wolinie istnieje obrotnica o średnicy 200 m, przy głębokości 3,5 m. Obecny stan techniczny i parametry torów podejściowych są dostosowane do bieżących potrzeb żeglugi.
W porcie Wolin obowiązują następujące zasady ruchu statków:
1. maksymalna długość statków mogących zawijać do portu wynosi 90 m, a maksymalna szerokość – 10 m,
2. aktualne dopuszczalne zanurzenie statków określa Bosman Portu Wolin,
3. wejście i wyjście z portu dozwolone jest przy widzialności powyżej 0,5 NM oraz dla siły wiatru do 6°B.

Ruch statków przez miasto związany jest z trzema mostami łączącymi brzegi Dziwny. Pierwszy jest drogowym mostem obrotowym; jego wysokość (w pozycji zamkniętej dla żeglugi) od lustra wody przy jej średnim stanie wynosi ok. 3,1 m (w pozycji otwartej – bez ograniczeń). Drugi most jest częścią drogi ekspresowej S3, a jego wysokość od lustra wody przy jej średnim stanie wynosi 12,05 m. Trzeci jest mostem kolejowym stałym o wysokości od lustra wody przy jej średnim stanie 12,44 m. Wszelkie sprawy dotyczące otwierania mostu obrotowego należy obecnie uzgadniać z Urzędem Miejskim w Wolinie.

## Zakaz wędkowania
W okresie od 1 lipca do 30 sierpnia na obszarze portu na odcinku od elewatora do północnej granicy działki nr 57/8 obowiązuje zakaz wędkowania.